# Kamienica przy ul. Dąbrowskiego 35/37 w Poznaniu
Kamienica przy ul. Dąbrowskiego 35/37 (kamienica Józefa Leitgebera) – zabytkowa kamienica zlokalizowana w Poznaniu, na Jeżycach, przy ul. Dąbrowskiego 35/37 (północna pierzeja).
Obiekt, wybudowany dla bamberskiego fabrykanta Józefa Leitgebera (1877-1947), powstał w 1906, przy ówczesnej drodze wylotowej na Berlin. W początkach XX wieku, po włączeniu Jeżyc do Poznania (1900), teren ten ulegał intensywnej i w dużym stopniu reprezentacyjnej, zabudowie. Projektantem był zapewne Czesław Kazimierz Leitgeber, właściciel dużej i popularnej firmy budowlanej.
Budynek charakteryzuje unikalna dekoracja – okładzina z cegły klinkierowej w górnych partiach ulega przerzedzeniu i przechodzi w, przypominający wycinankę, ażurowy ornament, nawiązujący do organicznej secesji. Centralny wykusz wsparty jest na płaskorzeźbie przedstawiającej kobiecą głowę, co może być cytatem z bardzo popularnych ówcześnie form dekoru. Purytańska elewacja tej kamienicy to wyraz dążeń architektonicznych początku wieku do szczerej i prostej architektury, ziszczonych dopiero w postaci modernizmu.
Marcin Libicki twierdzi, że kamienica ta jest czystą ideą secesyjną – nie nawiązuje do żadnych stylów historycznych i nie posiada żadnych obcych secesji wtrętów. Jest całkowicie abstrakcyjna, bez skojarzeń realistycznych, a jednocześnie smutna i dekadencka. Pisze, że gdyby można było przenieść ten budynek na jakąś wyimaginowaną wystawę najlepszych i najwyższej klasy budowli secesyjnych, to powinno się to zrobić.
W latach międzywojennych w domu tym mieszkał lekarz i naukowiec – Ludwik Skubiszewski.
W pobliżu kamienicy znajdują się m.in.: Rynek Jeżycki, kino Rialto, kamienica pod numerem 52 czy gmach ZUS.